# 魯奧韋西湖

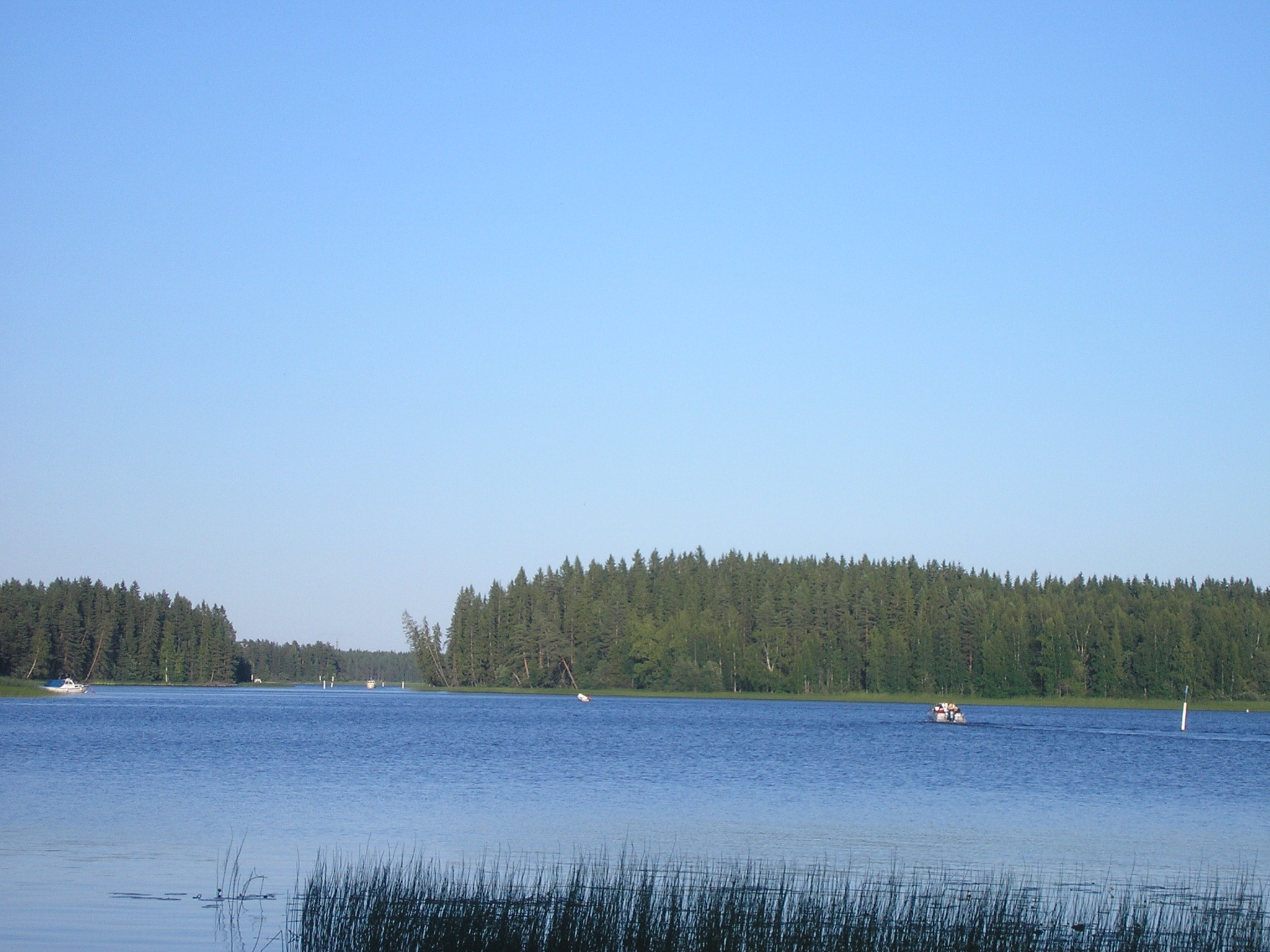
魯奧韋西湖

魯奧韋西湖（芬蘭語：Ruovesi）是芬蘭皮尔坎马区的湖泊，位於曼泰-维尔普拉和魯奧韋西两市镇境内，海拔高度96米，面積66.08平方公里，集水區面積5,769平方公里，最大水深46.55米。

## 外部連結
- Finnish Environment Institute: Lakes in Finland

61°59′N 24°07′E / 61.983°N 24.117°E